# Dewy’s Adventure
Dewy’s Adventure est un jeu vidéo de plates-formes sorti en 2007 sur Wii. Le jeu est édité par Konami et développé par la même équipe qui a développé Eledees, une autre exclusivité Wii.
Le joueur contrôle le personnage principal du jeu, Dewy, une petite goutte dotée de pouvoirs élémentaires, qui doit réunir les fruits perdus de l'Arbre aux sept couleurs et libérer des créatures nommées Eho.
La version américaine du jeu contient des publicités pour la marque de bouteilles d'eau Aquapod.

## Synopsis
Une petite goutte d'eau a la lourde tâche de sauver ses compatriotes prisonnières des forces des ténèbres. Pour parvenir à ses fins la gouttelette va devoir changer de forme et passer de l'état liquide à l'état gazeux en passant par l'état solide.

## Système de jeu
Le jeu comprend sept mondes. Le joueur aura pour mission d'incliner le plateau à l'aide de sa Wiimote, tenue horizontalement, pour aider Dewy à se diriger. Dewy peut prendre, en plus de sa forme habituelle, une forme gazeuse ou une forme solide.
Une partie du scénario implique les amis de Dewy. Au cours des six premiers mondes, Dewy pourra en trouver 100 dans chacune des quatre missions de chaque monde, soit un total de 2 400 amis à sauver. Dewy devra également battre un boss au cours de la cinquième mission. Après avoir fini une mission, une note est attribuée au joueur, pas seulement en fonction de la vitesse à laquelle il a fini la mission, mais aussi en fonction du nombre d'amis libérés.
Dewy's Adventure propose également un éditeur de niveaux, qui permet au joueur de créer des niveaux entièrement personnalisables. Cette possibilité était déjà présente dans Eledees, le précédent titre Wii de Konami.
Le titre utilise également le WiiConnect24, proposant aux joueurs de partager les niveaux qu'ils auront créé avec leurs amis. Des astuces sont également envoyées sur le menu Wii à ceux qui échouent face à un boss.

## Développement
Le jeu a été développé parallèlement à Eledees. Les deux jeux ont été produits par Shingo Mukaitouge, qui dirigeait une équipe de 30 membres pour chacun des jeux. Mukaitouge a déclaré que l'aspect le plus difficile du développement de Dewy's Adventure était d'ajuster et de programmer les contrôles à la Wiimote, étant donné que le joueur contrôle l'environnement plus que le personnage principal.

## Réception critique
Le jeu a reçu des critiques correctes, avec une moyenne de 67,26 % sur GameRankings, basée sur 31 critiques et de 67/100 sur Metacritic, basée sur 29 critiques.
Jeuxvideo.com lui a accordé 14/20, notant que le jeu « exploite intelligemment les facultés spéciales du héros et offre une progression très originale ». Gamekult lui attribue un 6/10, qualifiant Dewy's Adventure d'« OVNI vidéoludique charmant et très amusant », mais déplorant le placement parfois hasardeux de la caméra. Le magazine japonais Famitsu lui a donné un 31/40, tandis que Jeuxvideo.fr félicite le level design et le gameplay bien pensé mais regrette les « musiques agaçantes » et la durée de vie trop courte.

## Ventes
D'après VG Chartz, le jeu s'est vendu à 6 775 exemplaires lors de sa première semaine en Amérique et à 1 134 unités pour sa première semaine de vente au Japon. Au 9 août 2009, Dewy's Adventure s'était écoulé à environ 10 000 exemplaires au Japon et 110 000 en Amérique. VG Chartz ne propose pas les chiffres de ventes sur les autres territoires.